# Stenoria apicalis apicalis
Stenoria apicalis apicalis é uma subespécie de insetos coleópteros polífagos pertencente à família Meloidae.
A autoridade científica da subespécie é Latreille, tendo sido descrita no ano de 1804.
Trata-se de uma subespécie presente no território português.